# Boutferda
Boutferda (arabisch بوتفردة oder Zentralatlas-Tamazight ⴱⵓⵜⴼⵔⴷⴰ) ist eine Landgemeinde (commune rurale) mit ca. 8000 Einwohnern im Hohen Atlas in der Provinz Béni Mellal in der Region Béni Mellal-Khénifra in Zentral-Marokko.

## Lage und Klima
Der etwa 1800 bis 2000 m hoch gelegene Ort Boutferda liegt etwa 120 km (Fahrtstrecke) östlich von Beni Mellal. Das Klima ist oft kühl und neblig; Regen (je nach Jahr zwischen 350 und 650 mm) fällt hauptsächlich im Winterhalbjahr.

## Bevölkerung
| Jahr      | 1994 | 2004 | 2014 | 2024 |
| Einwohner | 5452 | 6333 | 7391 | 7952 |

Die ursprünglich kleine, von Berbern bewohnte Gemeinde ist in der zweiten Hälfte des 20. Jahrhunderts durch Zuwanderung von Familien aus den umliegenden Bergdörfern deutlich gewachsen.

## Wirtschaft
Boutferda ist ein regionales Zentrum und bietet eine entsprechende Infrastruktur.

## Geschichte
Wie in nahezu allen Berberorten Marokkos, so fehlen auch hier schriftliche Aufzeichnungen.

## Sehenswürdigkeiten
Während der Ort selbst weder historische noch kulturell bedeutsame Sehenswürdigkeiten hat, so beginnt doch etwa 3 km südöstlich die etwa 300 m tiefe, in Nord-Süd-Richtung verlaufende Aoujgal-Schlucht mit ihren hochgelegenen Felsenspeichern.